# Fernmeldeamt
Fernmeldeamt (FA) war der Name der Ortsbehörden des Fernmeldewesens der Reichspost und später auch der:
- Deutschen Bundespost (siehe Fernmeldeamt (Deutsche Bundespost)) und der
- Deutschen Post in der DDR (siehe Fernmeldeamt (Deutsche Post der DDR)).

Die Bezeichnung Fernmeldeamt geht auf Heinrich von Stephan zurück, der lateinische und griechische Begriffe bewusst aus der Behördensprache verdrängen wollte.